# 군위군·선산군 (1963년 선거구)
군위군·선산군은 대한민국의 옛 국회의원 선거구이다. 당시 경상북도 군위군, 선산군 지역을 관할했다.

## 역사
제6대 국회의원 선거를 앞두고 군위군 선거구와 선산군 선거구가 통합되면서 신설되었다.
제9대 국회의원 선거를 앞두고 성주군·칠곡군 선거구와 통합되면서 군위군·성주군·선산군·칠곡군 선거구를 이루게 됨에 따라 폐지되었다.

## 역대 국회의원
| 선거   | 정당 | 정당       | 의원   |
| ------ | ---- | ---------- | ------ |
| 1963년 |      | 민주공화당 | 김봉환 |
| 1967년 |      | 민주공화당 | 김봉환 |
| 1971년 |      | 민주공화당 | 김봉환 |

## 역대 선거 결과

### 대한민국 제6대 국회의원 선거
|  | 58.23% |

|  | 25.13% |

|  | 6.23% |

|  | 5.66% |

|  | 2.50% |

|  | 2.22% |

### 대한민국 제7대 국회의원 선거
|  | 67.89% |

|  | 26.88% |

|  | 3.50% |

|  | 1.19% |

|  | 0.52% |

|  | 0% |

### 대한민국 제8대 국회의원 선거
|  | 50.73% |

|  | 49.26% |